# Ryan Dunn (baloncestista)
Ryan Christian Dunn (New Hyde Park, Nueva York, 7 de enero de 2003) es un baloncestista estadounidense que pertenece a la plantilla de los Phoenix Suns de la NBA. Con 2,03 metros de estatura, juega en la posición de alero.

## Trayectoria deportiva

### Universidad
Jugó dos temporadas con los Cavaliers de la Universidad de Virginia, en las que promedió 5,5 puntos, 5 rebotes y 1,7 tapones  por partido. En su segunda temporada fue incluido en el mejor quinteto defensivo de la Atlantic Coast Conference. El 16 de abril de 2024 se declaró elegible para el Draft de la NBA, renunciando al resto de su elegibilidad universitaria.

#### Estadísticas
| Año     | Equipo   | PJ | PT | MPP  | %TC  | %3P  | %TL  | RPP | APP | ROB | TPP | PPP |
| ------- | -------- | -- | -- | ---- | ---- | ---- | ---- | --- | --- | --- | --- | --- |
| 2022–23 | Virginia | 31 | 0  | 12.9 | .532 | .313 | .500 | 2.9 | .3  | .4  | 1.1 | 2.6 |
| 2023–24 | Virginia | 34 | 34 | 27.5 | .548 | .200 | .532 | 6.9 | .8  | 1.3 | 2.3 | 8.1 |
| Total   | Total    | 65 | 34 | 20.6 | .544 | .235 | .525 | 5.0 | .5  | .9  | 1.7 | 5.5 |

### Profesional
El 26 de junio fue elegido en la vigesimoctava posición del Draft de la NBA de 2024 por los Denver Nuggets. Sin embargo, esa misma noche fue canjeado junto con la selección número 56 y selecciones de segunda ronda en 2026 y 2031 a cambio de la selección número 22 en el draft de 2024. El 2 de julio firmó contrato con los Suns.

## Estadísticas de su carrera en la NBA

### Temporada regular
| Año     | Equipo  | PJ | PT | MPP  | %TC  | %3P  | %TL  | RPP | APP | ROB | TPP | PPP |
| ------- | ------- | -- | -- | ---- | ---- | ---- | ---- | --- | --- | --- | --- | --- |
| 2024–25 | Phoenix | 74 | 44 | 19.1 | .430 | .311 | .487 | 3.6 | .8  | .6  | .5  | 6.9 |
| Total   | Total   | 74 | 44 | 19.1 | .430 | .311 | .487 | 3.6 | .8  | .6  | .5  | 6.9 |